# Zek
Pour les articles homonymes, voir Zek (homonymie).
Pour l’article ayant un titre homophone, voir Zech.
Le mot zek (parfois écrit  zeka ou ze-ka), abréviation d'un terme russe, désigne un prisonnier du Goulag dans l'URSS à partir des années 1930.

## Historique

### Origine
Le mot « zek » est, à l'origine, une abréviation du terme russe « заключённый каналоармеец (zaklioutchonniï kanaloarmeyets) », abrégé en з/к (z/k), qui signifie littéralement « détenu-combattant du canal ».
Le terme désigne à l'origine les détenus soviétiques affectés au creusement du canal de la mer Blanche reliant la mer Baltique à la mer Blanche (commencé en 1931 et achevé en 1933). L'utilisation de ce terme s'est étendue par la suite pour désigner tous les prisonniers du Goulag.

### Retour à la liberté
En 1953, après la mort de Staline, la moitié des 1,5 million de prisonniers du Goulag sont libérés et confrontés à une forte discrimination à l'embauche, que le pouvoir tenta de corriger afin de faciliter leur réinsertion dans la société soviétique.

## Zeksnotables
- Margarete Buber-Neumann, auteure allemande de Prisonnière de Staline et d'Hitler.
- Varlam Chalamov, auteur des Récits de la Kolyma.
- Gueorgui Demidov, écrivain russe, auteur entre autres de Doubar et autres récits du Goulag.
- Evguénia Guinzbourg, auteur de Le vertige et de Le Ciel de la Kolyma.
- Julius Margolin, auteur du Voyage au pays des Ze-ka.
- Jacques Rossi, auteur de Qu'elle était belle cette utopie ! et du Manuel du Goulag.
- Alexander Soljenitsyne, auteur russe de romans comme L'Archipel du Goulag et Le Premier Cercle, ainsi que Une journée d'Ivan Denissovitch[6].

## Zeksdans la culture
- Le zek (joué par Werner Herzog), ancien prisonnier des goulags soviétiques devenu parrain d'un gang mafieux aux USA, est l'antagoniste principal du film Jack Reacher sorti en 2012[7].